# Chorrojumo

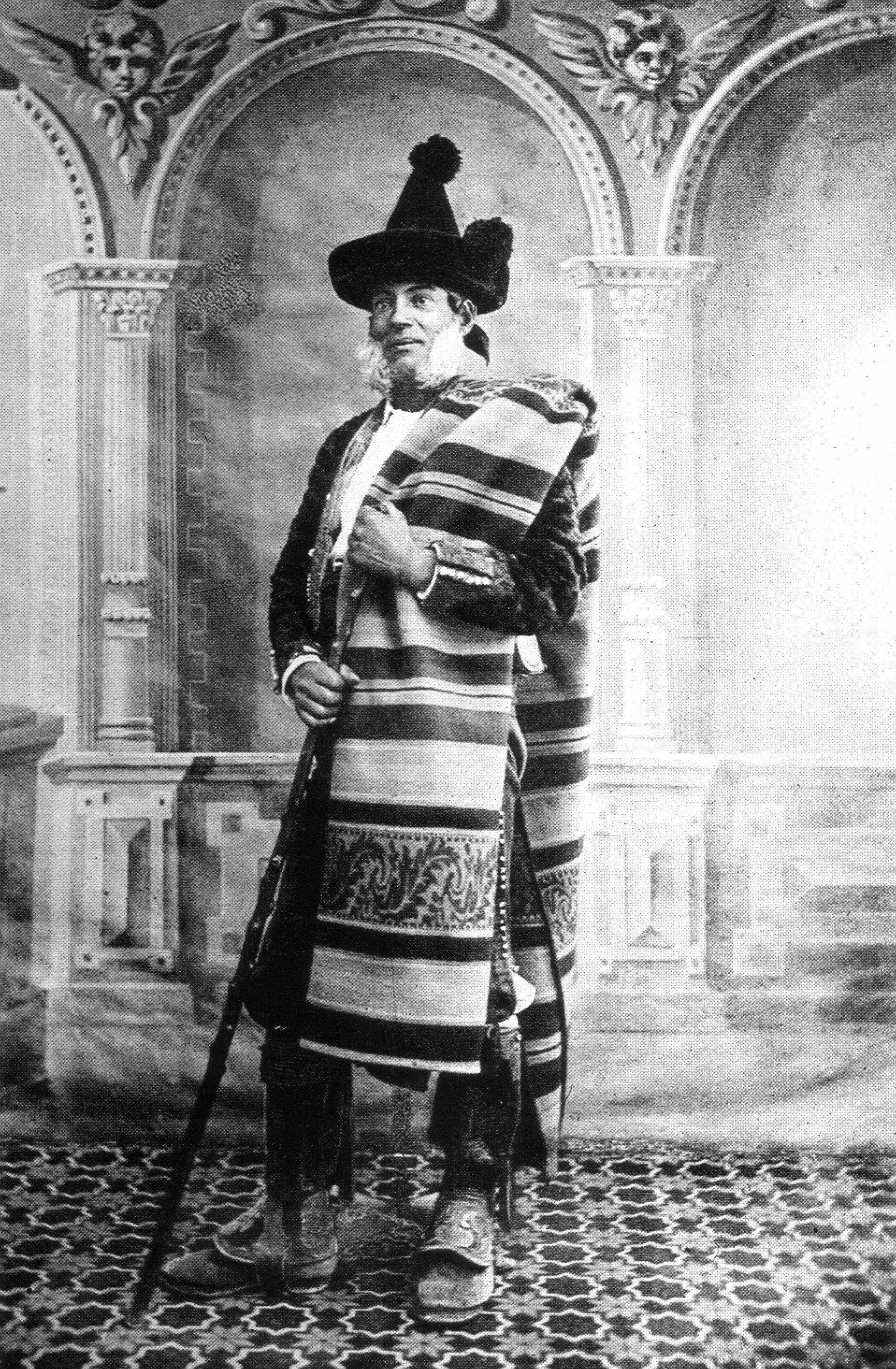
Chorrojumo, fotografía de 1903.

Retrato de Chorrojumo pintado por Miquel Carbonell Selva (1890).

Mariano Fernández Santiago (Ítrabo, Granada, 1838 - Granada, 10 de diciembre de 1906), conocido como "Chorrojumo", fue un gitano sobresaliente en el casticismo granadino de la segunda mitad del siglo XIX. El apodo es fruto de la contracción de la locución "chorro de humo", al elisionarse la preposición "de" y aspirarse la "h" inicial -que antes fue la "f" latina-, en un proceso dialectal característico del habla andaluza oriental. 
El investigador y flamencólogo Antonio Conde González-Carrascosa publicó en 2013 en el blog Granadaiflamenco los datos de nacimiento reales anulando, por tanto, el nacido en 1824. En ese blog se recoge el acta de casamiento de Chorrojumo con su primera esposa, Dolores Cabello Maldonado, en diciembre de 1859 lo que sitúa su nacimiento en 1838. Fallecida su primera mujer, tuvo dos relaciones más y con la segunda de ellas se casó, Dolores Román Heredia, según Antonio Conde. Con esta tuvo tres hijos: Carmen, Antonio y Rafael. Y María que procede de su primer matrimonio con Blas Fernández y que estuvo residiendo unos años con ellos. 
Según Conde González-Carrascosa tuvo varios empleos, pero el de herrero fue muy breve. Sí fue herrero su padre José. Chorrojumo fue jornalero, chalán, trabajador del campo y mucho años esquilador. 
Su inmortalidad se debe en buena medida al pintor Mariano Fortuny que en una visita a Granada lo pintó disfrazado con un traje de gitano goyesco, hacia 1868. A Mariano Fernández, gitano vanidoso y astuto, le gustó el disfraz; y no solo eso sino que además se autocalificó como “rey de los gitanos” -sí parece cierto que Chorrojumo fuera 'patriarca', cosa importante entre la gente del bronce- y se dedicó a ganarse la vida contando a los turistas historias sobre la Alhambra y dejándose fotografiar. También vendía postales con su retrato, vestido con atuendo tradicional, como en la imagen conservada en la Casa de los Tiros.

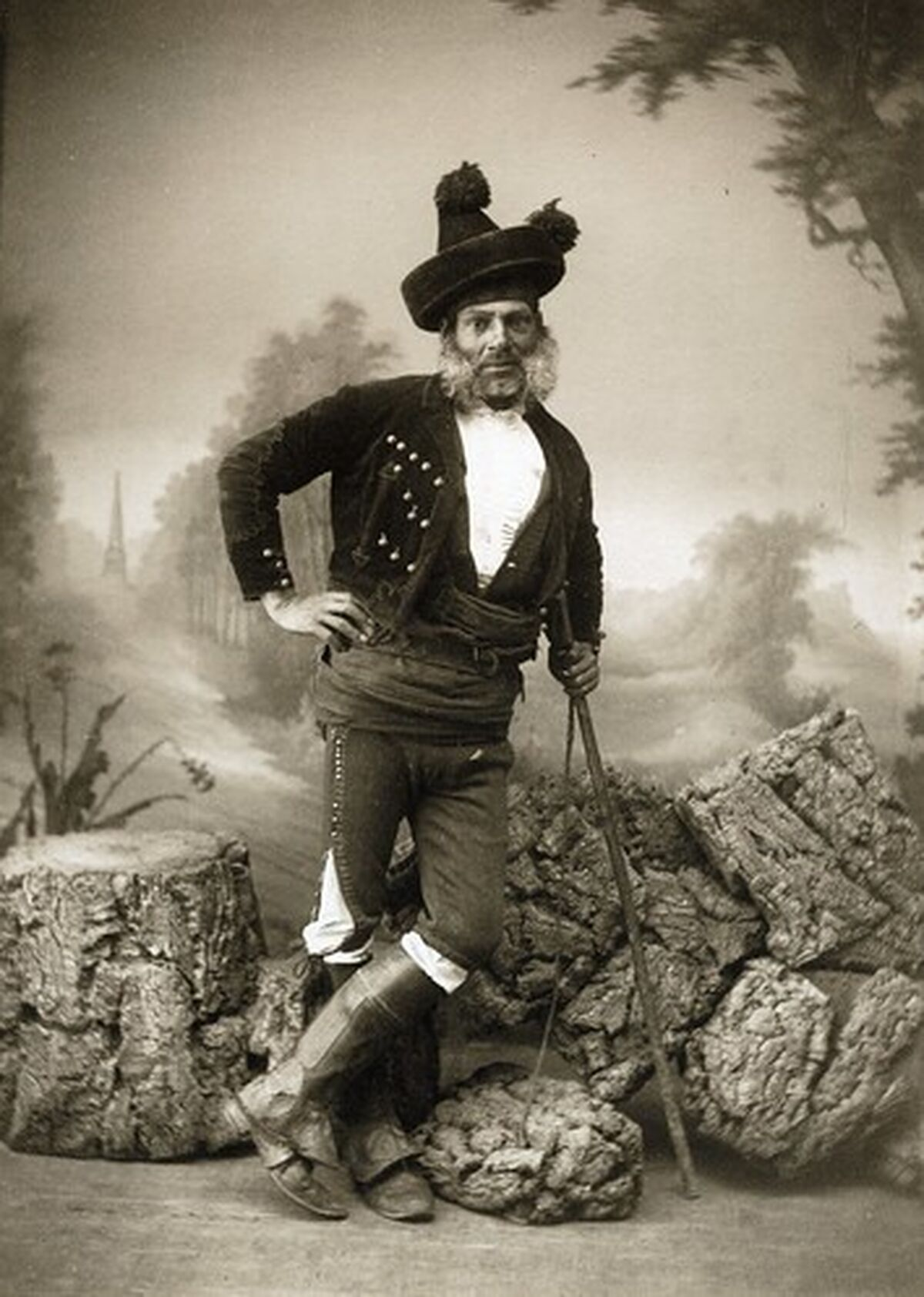
Chorrojumo fotografiado por García Ayola

Cuenta Manuel Anguita, que con 82 años, casi ciego y chuleado por los competidores que vestidos como él le quitaban el negocio, el autonominado ‘Rey de los gitanos’ y ‘Señor de los bosques de la Alhambra’ murió cuando subía por el Paseo de la Alhambra ("como fulminado por un rayo") el 10 de diciembre de 1906, víctima de un infarto cerebral. En 2010 se le puso estatua en el Sacromonte (que había sido vandalizada por desconocidos en 2001).

## Iconografía
Con una rica colección de retratos fotográficos, fue pintado además por Miguel Carbonell Selva, como Rey de los gitanos de la Alhambra. Chorrojumo, en junio de 1890. Su singular figura se reproduce en diversas celebraciones populares, como la Tarasca, que abre las fiestas del Corpus Christi granadino. 